# Ski-Orientierungslauf-Europameisterschaften 2012
Die 7. Ski-Orientierungslauf-Europameisterschaften fanden vom 20. Februar bis 26. Februar 2012 in der Gegend um Sumy im Nordosten der Ukraine statt.

## Herren

### Sprint
| Platz | Land | Athlet               | Zeit      |
| ----- | ---- | -------------------- | --------- |
| 1     | FIN  | Staffan Tunis        | 12:20 min |
| 2     | BUL  | Stanimir Belomaschew | 12:23 min |
| 3     | RUS  | Eduard Chrennikow    | 12:27 min |
| 4     | RUS  | Andrei Lamow         | 12:39 min |
| 5     | RUS  | Andrei Grigorjew     | 12:43 min |
| 6     | SWE  | Martin Hammarberg    | 12:47 min |
| 7     | RUS  | Kirill Wesselow      | 12:49 min |
| 8     | NOR  | Hans Jørgen Kvåle    | 12:50 min |

Sprint: 22. Februar 2012

Titelverteidiger:  Peter Arnesson

Länge: 3,15 km

Steigung: 100 Hm

Posten: 12

### Mitteldistanz
| Platz | Land | Athlet                | Zeit      |
| ----- | ---- | --------------------- | --------- |
| 1     | RUS  | Eduard Chrennikow     | 43:14 min |
| 2     | FIN  | Olli-Markus Taivainen | 43:32 min |
| 3     | NOR  | Hans Jørgen Kvåle     | 43:36 min |
| 4     | SWE  | Peter Arnesson        | 43:37 min |
| 5     | FIN  | Staffan Tunis         | 43:38 min |
| 6     | RUS  | Andrei Grigorjew      | 43:40 min |
| 7     | BUL  | Stanimir Belomaschew  | 43:42 min |
| 8     | SWE  | Erik Rost             | 43:51 min |

Mitteldistanz: 23. Februar 2012

Titelverteidiger:  Erik Rost

Länge: 9,37 km

Steigung: 260 Hm

Posten: 22

### Langdistanz
| Platz | Land | Athlet                | Zeit      |
| ----- | ---- | --------------------- | --------- |
| 1     | FIN  | Staffan Tunis         | 1:37:08 h |
| 2     | RUS  | Andrei Lamow          | 1:38:11 h |
| 3     | NOR  | Hans Jørgen Kvåle     | 1:38:17 h |
| 4     | NOR  | Lars Hol Moholdt      | 1:38:28 h |
| 5     | SWE  | Erik Rost             | 1:38:37 h |
| 6     | FIN  | Matti Keskinarkaus    | 1:38:45 h |
| 7     | KAZ  | Michail Sorokin       | 1:39:05 h |
| 8     | FIN  | Ville-Petteri Saarela | 1:39:55 h |

Langdistanz: 26. Februar 2012

Titelverteidiger:  Staffan Tunis

Länge: 19,4 km

Steigung: 330 Hm

Posten: 22

### Staffel
| Platz | Land | Athleten                                                  | Zeit      |
| ----- | ---- | --------------------------------------------------------- | --------- |
| 1     | FIN  | Matti Keskinarkaus Staffan Tunis Olli-Markus Taivainen    | 1:51:24 h |
| 2     | NOR  | Ove Sætra Lars Hol Moholdt Hans Jørgen Kvåle              | 1:52:29 h |
| 3     | SWE  | Joel Sjölander Martin Hammarberg Erik Rost                | 1:53:20 h |
| 4     | RUS  | Andrei Lamow Andrei Grigorjew Eduard Chrennikow           | 1:54:12 h |
| 5     | CZE  | Michal Drobník Radek Laciga Jiří Bouchal                  | 2:00:35 h |
| 6     | LAT  | Raivo Kivlenieks Andris Kivlenieks Edgars Briconoks       | 2:03:27 h |
| 7     | EST  | Priit Randman Tiit Toomas Even Toomas                     | 2:06:57 h |
| 8     | LTU  | Vitalijus Petrulis Nerijus Šulčys Regimantas Kavaliauskas | 2:08:49 h |

Staffel: 25. Februar 2012

Titelverteidiger:  Wladimir Bartschukow, Kirill Wesselow, Eduard Chrennikow

Länge: 3 Runden à 7,3–7,5 km

Steigung: 190–200 Hm

Posten: 13

## Damen

### Sprint
| Platz | Land | Athletin                | Zeit      |
| ----- | ---- | ----------------------- | --------- |
| 1     | SWE  | Josefine Engström       | 13:20 min |
| 2     | RUS  | Polina Maltschikowa     | 13:28 min |
| 3     | FIN  | Sonja Mörsky            | 13:31 min |
| 4     | RUS  | Tatjana Koslowa         | 13:32 min |
| 5     | RUS  | Natalja Tomilowa        | 13:36 min |
| 6     | RUS  | Julia Tarasenko         | 13:41 min |
| 7     | SWE  | Kajsa Richardsson       | 13:49 min |
| 8     | RUS  | Anastasija Krawtschenko | 13:50 min |

Sprint: 22. Februar 2012

Titelverteidigerin:  Tatjana Wlassowa

Länge: 2,79 km

Steigung: 90 Hm

Posten: 10

### Mitteldistanz
| Platz | Land | Athletin            | Zeit      |
| ----- | ---- | ------------------- | --------- |
| 1     | NOR  | Marte Reenaas       | 41:47 min |
| 2     | SWE  | Josefine Engström   | 42:10 min |
| 3     | SWE  | Kajsa Richardsson   | 44:47 min |
| 4     | BUL  | Antonija Grigorowa  | 44:58 min |
| 5     | RUS  | Polina Maltschikowa | 45:02 min |
| 6     | CZE  | Helena Randáková    | 45:07 min |
| 7     | RUS  | Natalja Tomilowa    | 45:21 min |
| 8     | SUI  | Carmen Strub        | 46:04 min |

Mitteldistanz: 23. Februar 2012

Titelverteidigerin:  Marte Reenaas

Länge: 7,0 km

Steigung: 220 Hm

Posten: 15

### Langdistanz
| Platz | Land | Athletin               | Zeit      |
| ----- | ---- | ---------------------- | --------- |
| 1     | RUS  | Polina Maltschikowa    | 1:06:59 h |
| 2     | RUS  | Anastasia Krawtschenko | 1:07:25 h |
| 3     | RUS  | Tatjana Koslowa        | 1:07:38 h |
| 4     | CZE  | Hana Hančíková         | 1:08:52 h |
| 5     | KAZ  | Olga Nowikowa          | 1:09:11 h |
| 6     | RUS  | Julia Tarasenko        | 1:09:57 h |
| 7     | NOR  | Audhild Bakken         | 1:11:01 h |
| 8     | SWE  | Kajsa Richardsson      | 1:11:35 h |

Langdistanz: 26. Februar 2012

Titelverteidigerin:  Helene Söderlund

Länge: 13,9 km

Steigung: 185 Hm

Posten: 16

### Staffel
| Platz | Land | Athletinnen                                                  | Zeit      |
| ----- | ---- | ------------------------------------------------------------ | --------- |
| 1     | RUS  | Tatjana Koslowa Natalja Tomilowa Polina Maltschikowa         | 1:36:38 h |
| 2     | NOR  | Christina Løvald Hellberg Audhild Bakken Andrine Benjaminsen | 1:38:23 h |
| 3     | SWE  | Magdalena Olsson Kajsa Richardsson Josefine Engström         | 1:39:18 h |
| 4     | FIN  | Pernilla Tunis Anni Honkimaa Sari Vääränen                   | 1:40:14 h |
| 5     | CZE  | Helena Randáková Simona Karochová Hana Hančíková             | 1:42:01 h |
| 6     | SUI  | Carmen Strub Ladina Lechner Yvonne Gantenbein                | 1:46:51 h |
| 7     | LTU  | Ramunė Arlauskienė Jolanta Šulčienė Gabriele Keinaite        | 1:48:44 h |
| 8     | UKR  | Jewgenija Jaremenko Olga Sluta Switlana Korol                | 1:58:19 h |

Staffel: 25. Februar 2012

Titelverteidigerinnen:  Anastasia Krawtschenko, Maria Ketschkina, Aljona Trapeznikowa

Länge: 3 Runden à 6,7–6,9 km

Steigung: 110–115 Hm

Posten: 14

## Mixed-Sprintstaffel
| Platz | Land | Athleten                                | Zeit      |
| ----- | ---- | --------------------------------------- | --------- |
| 1     | RUS  | Andrei Grigorjew Polina Maltschikowa    | 46:26 min |
| 2     | SWE  | Peter Arnesson Tove Alexandersson       | 46:28 min |
| 3     | BUL  | Stanimir Belomaschew Antonija Grigorowa | 46:57 min |
| 4     | FIN  | Matti Keskinarkaus Sonja Mörsky         | 47:53 min |
| 5     | NOR  | Lars Hol Moholdt Maren Haverstad        | 48:26 min |
| 6     | SUI  | Gion Schnyder Ladina Lechner            | 48:33 min |
| 7     | LTU  | Vitalijus Petrulis Gabriele Keinaite    | 49:34 min |
| 8     | EST  | Tiit Toomas Piret Pärnik                | 49:51 min |

Mixed-Sprintstaffel: 21. Februar 2012

Titelverteidiger: (neuer Wettbewerb)

Länge: 3 Runden à 1,7–1,9 km (Damen) + 3 Runden à 2,1–2,3 km (Herren)

Steigung: 30 Hm / 35 Hm

Posten: 6 / 8

## Medaillenspiegel
| Platz | Land      | Gold | Silber | Bronze | Gesamt |
| ----- | --------- | ---- | ------ | ------ | ------ |
| 1     | Russland  | 4    | 3      | 2      | 9      |
| 2     | Finnland  | 3    | 1      | 1      | 5      |
| 3     | Schweden  | 1    | 2      | 3      | 6      |
| 4     | Norwegen  | 1    | 2      | 2      | 5      |
| 5     | Bulgarien | –    | 1      | 1      | 2      |

## Erfolgreichste Teilnehmer
| Platz | Athlet/in             | Gold | Silber | Bronze | Gesamt |
| ----- | --------------------- | ---- | ------ | ------ | ------ |
| 1     | Polina Maltschikowa   | 3    | 1      | –      | 4      |
| 2     | Staffan Tunis         | 3    | –      | –      | 3      |
| 3     | Josefine Engström     | 1    | 1      | 1      | 3      |
| 4     | Olli-Markus Taivainen | 1    | 1      | –      | 2      |
| 5     | Eduard Chrennikow     | 1    | –      | 1      | 2      |
| 5     | Tatjana Koslowa       | 1    | –      | 1      | 2      |